# Цегельский, Хиполит
Хиполит (Ипполи́т) Цегельский (пол. Gaspar Józef Hipolit Cegielski; 6 января 1813 в Лавки возле Гнезно—30 ноября 1868, Познань) — польский учитель, филолог, промышленник, издатель, журналист и общественный деятель.

## Биография
В детстве Хиполит потерял мать, а вскоре его отец потерпел банкротство. Поэтому Хиполит был вынужден содержать себя с ранних лет.
В 1846 году основал «Познанский машиностроительный и металлообрабатывающий комбинат».

## Труды
- пол. O słowie polskim i koniugacjach jego 1842
- пол. Gramatyka języka greckiego 1843
- пол. Nauka poezji 1845
- пол. O języku polskim... 1852
- пол. Narzędzia i machiny rolnicze 1858 (техническое руководство)

## Память
19 сентября 2009 года в Познани на площади Весны Народов установлен памятник Хиполиту Цегельскому.